# 2003年热带风暴安娜
热带风暴安娜（英語：Tropical Storm Ana）是有纪录以来北大西洋在4月份出现的第一个热带气旋，并且截至2014年仍然是唯一一个。作为2003年大西洋飓风季的首场风暴，安娜的形成还标志着自1851年开始有可靠气象记录以来大西洋飓风季第5早的开局。系统源于4月20日百慕大以西一股非热带低气压发展成的亚热带气旋，形成后向东南偏东方向移动并逐渐组织，于4月21日转变成热带气旋并达到最大持续风速每小时95公里的最高强度。安娜转向东北偏东，由于风切变和稳步逼近冷锋的影响而逐渐减弱，于4月24日转变成温带气旋。
风暴掠过百慕大并造成小雨，系统残留还给亚速尔群岛和英国带去降水。安娜产生的大浪导致佛罗里达州沿海的一艘船倾覆，夺走了两人的生命。

## 气象历史
4月18日，由于上层低压槽和地表锋面槽的相互影响，百慕大西南偏南方向约390公里海域发展出一股不具备热带天气系统特征的低气压。地表锋面槽从烈风中心延伸至伊斯帕尼奥拉岛，将加勒比海的潮湿空气向北带到低气压的环流中，给波多黎各带去暴雨。由于东侧和西翼都有高压脊存在，低气压总体保持向北移动。4月19日，系统中心附近开始产生零散的对流，这天清晨的卫星图像表明其中有紧密的风力内核。转向西北后，气旋以环状路径向东南方向移动，并逐渐由于上空的上层低压槽深化而与地表锋面天气系统分离。。中心上空的对流结构得以改善，估计系统于4月20日清晨在百慕大以西约400公里洋面发展成亚热带风暴。不过美国国家飓风中心在实际操作中是于21小时后才将系统归类为亚热带气旋。
亚热带风暴向东南偏东方向移动并继续组织，到4月20日晚已发展出暖心。根据系统组织结构估算，安娜于协调世界时4月21日清晨0点转变成热带风暴。并且依据卫星数据和赫伯特－波蒂特技术估算，气旋这时也达到了风力时速95公里的最高强度。此后不久，安娜在百慕大西南方向约210公里海域经过，是风暴距该岛最近的一次。美国国家飓风中心在实际操作中正是这个时候首度将系统归类成亚热带气旋。由于受到强烈上层风切变的不利影响，安娜失去了大部分对流，不过其中心附近还是有小规模的雷暴持续存在。接下来风暴变得完全与上层天气系统分离，气旋重新组织起来，于4月21日晚开始发展出眼状特征。安娜与北面存在的气旋外流结合并继续向东飘流，到了4月22日清晨，风切变已再次令系统中心的对流消散。这天接下来的时间里，风暴对流反复产生和消亡，到了4月23日，环流的组织结构已经退化。气旋转向东北，环流中心于4月24日与逐渐逼近的冷锋融合，热带风暴安娜至此完全转变成温带气旋。这场温带风暴加速向东北偏东方向移动，最终于4月27日在亚速尔群岛东南方向洋面失去踪影。

## 影响、纪录和命名

位于大西洋西部的亚热带风暴安娜

百慕大政府在安娜发展形成前向全岛发布烈风警告。美国国家飓风中心在将系统归类为亚热带气旋的同时，也向百慕大发布了热带风暴警告。风暴发展期间在该岛周围蜿蜒盘旋了数日，百慕达国际机场在前后6天里降雨量共有67毫米，但岛上风速没有达到热带风暴强度。气旋产生的大浪冲击佛罗里达州海岸。4月20日，大浪和退回大海的潮水导致朱庇特湾有一艘船只倾覆，船上两人溺亡，另外两人获救。安娜转变成的温带风暴给亚速尔群岛的蓬塔德尔加达带去22毫米降水，系统的残留水分还在英国产生了利好降雨。有两艘船只记录下与安娜相关的热带风暴强度大风，其中“大西洋森林号”（Atlantic Forest）于4月22日记录下时速82公里大风，气压998毫巴（百帕），“罗莎·德尔马斯号”（Rosa Delmas）也在4月23日记录下时速76公里的大风。
4月20日，安娜成为有纪录以来大西洋盆地在4月份出现的第二场亚热带气旋，上一次出现这种情况则是在1992年。呈现出热带天气系统特征后，安娜又成为有纪录以来第一个在4月出现的北大西洋热带气旋。此外，安娜还是有纪录以来大西洋盆地形成时间第5早的亚热带气旋，另外4场分别是1908年3月6日成形的一场飓风、2月2日形成的1952年土拨鼠日热带风暴、1978年1月18日形成的一场热带风暴，以及1月3日成形的一场飓风。